# آدم والش
آدم والش (بالإنجليزية: Adam Walsh)‏ هو لاعب كرة قدم أمريكية وسياسي أمريكي، ولد في 4 ديسمبر 1901 في الولايات المتحدة، وتوفي في 13 يناير 1985 في نفس البلد. حزبياً، نشط في الحزب الديمقراطي. وقد انتخب عضو مجلس نواب مين.

## روابط خارجية
- آدم والش على موقع قاعة آيوا للمشاهير الرياضية (الإنجليزية)